# ناوی (تقلیدگر)
ناوی (انگلیسی: Navi) هنرمند و هنرپیشه ادای احترام به مایکل جکسون متولد ترینیداد است که در انگلستان زندگی می‌کند.
ناوی در نقش جکسون در مایکل جکسون: در جستجوی ناکجاآباد، یک فیلم بیوگرافی آمریکایی در سال ۲۰۱۷ بازی کرد.

## حرفه
کار حرفه‌ای او در طول زندگی سوپراستار فقید پاپ باعث شده است که او برای مایکل جکسون و تبلیغ تورهای جهانی و آلبوم‌هایی مانند تاریخ: گذشته، حال و آینده، کتاب یکم، شکست‌ناپذیر و تریلر ۲۵ کار کند.

### ۲۰۰۹
در سال ۲۰۰۹، پس از مرگ مایکل جکسون، ناوی برای شرکت در اولین نمایش این آخرش است مایکل جکسون که در بریتانیا در میدان لستر لندن همراه با تعدادی از افراد مشهور دیگر دعوت شد.

### ۲۰۱۶
در سال ۲۰۱۶، برای تور افسانه ادامه دارد، ناوی توسط جنیفر بتن روی صحنه رفت. بتن گیتاریست اصلی مایکل جکسون در سه تور جهانی، از جمله تور جهانی بد، تور جهانی خطرناک و تور جهانی تاریخ بود.

## اولین بازیگری
در اواخر سال ۲۰۱۶، ناوی برای نقش اصلی مایکل جکسون در فیلم لایف‌تایم، مایکل جکسون: در جستجوی ناکجاآباد انتخاب شد، که اولین بازیگری او بود. این فیلم بیوگرافی توسط سوزان دی پاس، رئیس سابق موتاون پروداکشنز تهیه شده است. فیلمبرداری در ژانویه ۲۰۱۷ در لس آنجلس آغاز شد.